# Shenoute
Shenoute de Atripe, também conhecido como Shenoute, o Grande ou Shenoute, o Arquimandrita (em copta: Ⲁⲃⲃⲁ Ϣⲉⲛⲟⲩϯ ⲡⲓⲁⲣⲭⲓⲙⲁⲛ'ⲇⲣⲓⲧⲏⲥ; romaniz.: pai Shenoute arquimandrita; 348, local incerto, província do Egito, Império Romano - 466, Soague, Diocese do Egito, Império Bizantino) foi um religioso copta, escritor e abade do Mosteiro Branco no Egito. Ele é considerado um santo pelas Igrejas Ortodoxas Orientais e é um dos santos mais renomados da Igreja Ortodoxa Copta.

## Vida pregressa

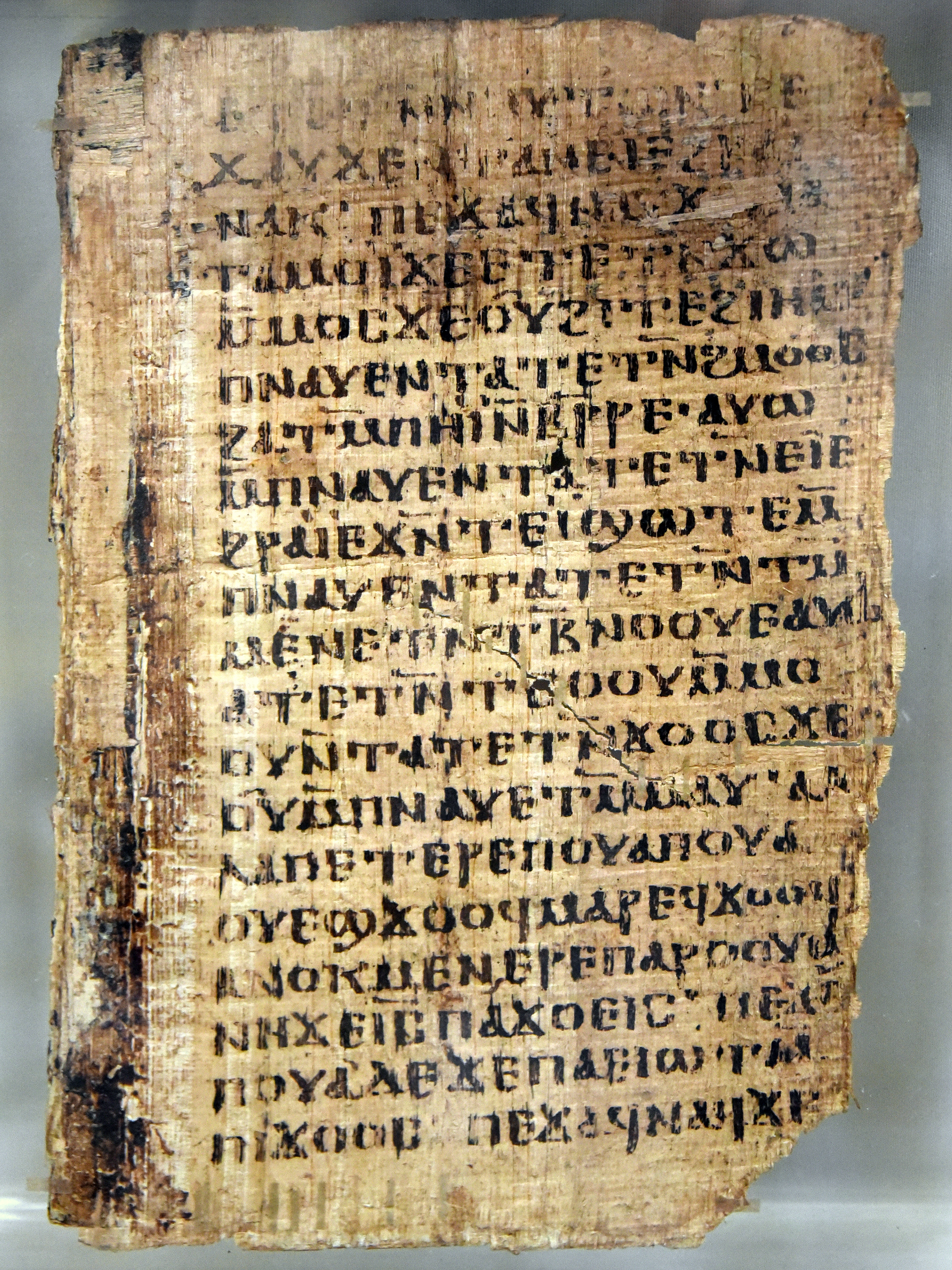
A Vida de Shenoute, escrita copta saídica, papiro, séc. VI-VII. Do Egito. Museu Britânico.

Shenoute nasceu em meados do século IV.
Por volta de 385, Shenoute se tornou o pai do Mosteiro Branco no Alto Egito. Muitas vezes se assumiu que Shenoute foi o sucessor imediato do fundador do Mosteiro Branco, Pacol (em copta: ⲡⲓϫⲱⲗ). No entanto, a reconstrução do corpus literário de Shenoute tornou possível perceber que Pacol morreu na década de 370 e foi sucedido não por Shenoute, mas por outro pai, Eboh, e que uma crise espiritual durante o mandato de Eboh como chefe do Mosteiro Branco, uma crise que parece ter envolvido pecado carnal, permitiu que Shenoute ganhasse destaque e se tornasse o sucessor imediato de Eboh.

## No Concílio de Éfeso
Por causa de sua popularidade no Alto Egito e seu zelo, Shenoute foi escolhido por Cirilo, o patriarca de Alexandria, para acompanhá-lo na representação da Igreja de Alexandria no Concílio de Éfeso em 431. Lá, ele forneceu o apoio moral de que Cirilo precisava para derrotar a heresia de Nestório, bispo de Constantinopla. O eventual exílio de Nestório em Acmim, o quintal de Shenoute, foi um testemunho da impressão que Shenoute causou nos participantes do concílio.

## Morte
Em 7 de Epip (14 de julho no calendário gregoriano) de 466, após uma curta doença possivelmente causada pela idade avançada, Shenoute morreu na presença de seus monges.